# Diecezja Kumbakonam
Diecezja Kumbakonam – diecezja rzymskokatolicka w Indiach. Została utworzona w 1899 z  terenu archidiecezji  Pondicherry.

## Ordynariusze
- Hugues-Madelain Bottero, † (1899–1913)
- Marie-Augustine Chapuis, M.E.P. † (1913–1928)
- Peter Francis Rayappa † (1931–1954)
- Daniel Paul Arulswamy † (1955–1988)
- Peter Remigius (1989–2007)
- Antonysamy Francis (2008–2024)
- Jeevanandam Amalanathan (od 2024)